# Varnavas Tzortzatos

Metropolit Varnavas Tzortzatos

Varnavas Tzortzatos (griechisch Βαρνάβας Τζωρτζάτος; * 1918 in Patras; † 19. August 1985 in Thessaloniki) war von 1954 bis 1985 Metropolit der Diözese von Kitros und Katerini.

## Biografie
Nikolaos, so sein Geburtsname, stammte aus Patras. Er studierte an der theologischen Fakultät der Universität Athen und wurde dort anschließend Dozent. Durch die zweite Verordnung des 12. Juni 1940 wurde er als Militärgeistlicher einberufen.
Er übertrug Werke englischer und französischer kirchlicher Schriftsteller ins Griechische und wurde später Dozent am Orthodoxen College Heiligkreuz in Brookline (Massachusetts). Von einigen europäischen theologischen Hochschulen wurden ihm Ehrenwürden verliehen und er vertrat die Kirche von Griechenland nach außen. 1950 wurde er als Rektor der Theologischen Hochschule und des Internats der Apostolischen Diakonie in Athen berufen.
Am 28. Mai 1954 wurde er zum Metropoliten der Diözese Kitros und Katerini ernannt. Zusätzlich wurde er Dozent der Theologischen Schule der Aristoteles-Universität Thessaloniki.
Er starb am 19. August 1985 in Thessaloniki.

## Varnavas-Bibliothek
1995 wurde in Katerini zum zehnten Jahrestag seines Todes eine Bibliothek eingerichtet, die seinen Namen trägt. Die Bibliothek ist staatlich anerkannt und verzeichnet 8000 Bücher und verschiedene Periodika. Direktor ist derzeit (2014) der Byzantinist Archimandrit Ignatios Sotiriadis.

## Werke
- Nachfolge des heiligen ruhmvollen Apostels Barnabas Ἀκολουθία τοῦ Ἁγίου ἐνδόξου Ἀποστόλου Βαρνάβα μετὰ τοῦ βίου αὐτοῦ. Athen 1963.
- Grundlegende Verwaltungseinheiten der Orthodoxen Kirche von Griechenland mit einem historischen Rückblick Οι βασικοί θεσμοί διοικήσεως της Ορθοδόξου Εκκλησίας της Ελλάδος μετά ιστορικής ανασκοπήσεως- The fundamental administrative institutions of the Orthodox Church of Greece with a historical review. Αποστολική Διακονία της Εκκλησίας της Ελλάδος, Athen 1977.